# Амбасада Француске у Џуби
Амбасада Француске у Џуби (фр. Ambassade de France à Djouba) је дипломатско представништво Француске које се налази у главном граду афричке државе Јужни Судан, Џуби. За првог амбасадора изабран је Кристијан Бадер.